# 格里姆斯利峰
66°34′S 53°40′E / 66.567°S 53.667°E
格里姆斯利峰是南極洲的山峰，位於恩德比地，屬於內皮爾山脈的一部分，處於大霍納肯山以南，該山峰由挪威製圖師根據該國探險隊的空中照片被繪入地圖。